# Pyrrhiades
Pyrrhiades är ett släkte av fjärilar. Pyrrhiades ingår i familjen tjockhuvuden.
Kladogram enligt Catalogue of Life:
| Pyrrhiades | \| \| Pyrrhiades juno \| \| \| \| \| \| Pyrrhiades lucagus \| \| \| \| |
|            | \| \| Pyrrhiades juno \| \| \| \| \| \| Pyrrhiades lucagus \| \| \| \| |
|            | Pyrrhiades juno                                                        |
|            |                                                                        |
|            | Pyrrhiades lucagus                                                     |
|            |                                                                        |

## Bildgalleri

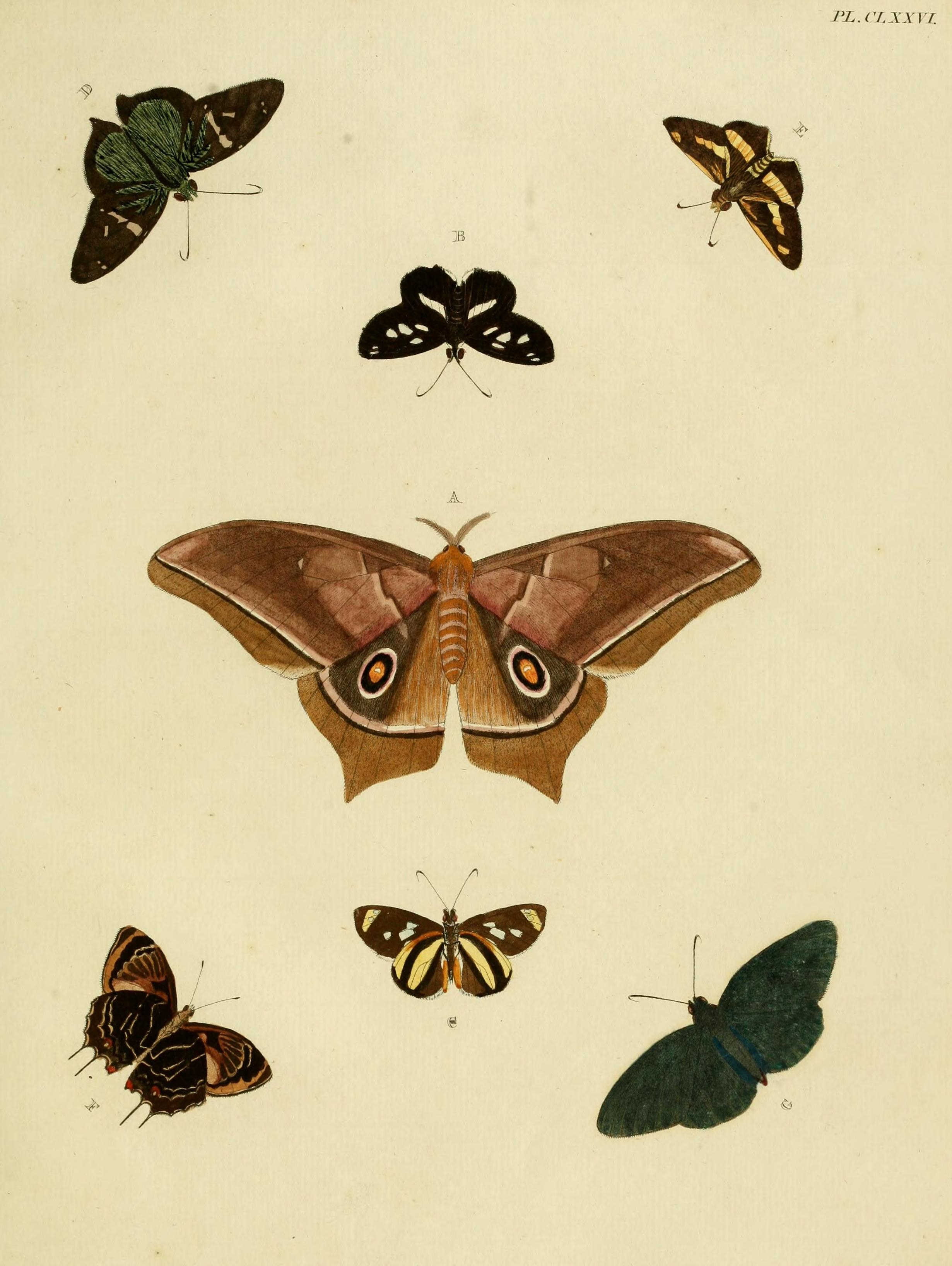